# Odin T. Christensen
Odin Tidemand Christensen, född 4 december 1851 i Ho vid Varde, död 28 februari 1914 i Köpenhamn, var en dansk kemist. Han lämnade värdefulla bidrag till mangan och fluors kemi och till kännedomen om metallammoniakföreningar.
Christensen blev student vid Ålborgs skola 1870, tog magisterkonferens i kemi 1877 och doktorsgraden 1886. Han blev assistent vid Köpenhamns universitet 1874 och vid Polyteknisk Læreanstalt 1877. Han blev lektor vid Landbohøjskolen 1887 och professor i kemi där 1895. Från 1890 var han även sekreterare till högskolans direktör och undervisningsråd. År 1890 blev han medlem av det Kongelige Danske Videnskabernes Selskab och av styrelsen för fonden för lantmäns utbildning. År 1910 blev han medlem av styrelsen för Frederiksbergs kammarmusikförening. 
Av Christensens vetenskapliga arbeten kan nämnas Roseokrom og Xanthokromforbindelser (Krom-Ammoniakforbindelser), Manganets Ilter og Dobbeltfluorider, Fluorets Atomtal, Dobbeltcyanider af Mangan og Krom, Rhodan-Krom-Ammoniakforbindelser, Ammoniakkens Virkninger ved lave Temperaturer, Undersøgelser over de paa Island udviklede vulkanske Luftarter, Boroversure Salte och Jernalun (dessa arbeten trycktes dels i Videnskabernas Selskabs översikter eller skrifter, dels i "Journal für praktische Chemie" och "Tidsskrift for Fysik og Kemi"). Han var från 1882 medarbetare i "Tidsskrift for Fysik og Kemi" och från 1888 i "Jahresbericht über die Fortschritte der Chemie u.s.w." samt medarbetare i Salmonsens Konversationsleksikons första upplaga. Dessutom skrev han läroböcker i oorganisk och organisk kemi och populärvetenskapliga arbeten. Han var medlem av Videnskabsselskabet i Kristiania. 